# Assassin's Creed Chronicles: China
Assassin’s Creed Chronicles: China nos da la oportunidad de llevar la lucha entre los Templarios y asesinos a la China del siglo XVI, con una aventura de acción y sigilo 2.5D en la que tendremos que dominar las artes marciales de Shao Jun para alcanzar la victoria.
El juego será diferente estilísticamente de la mayoría de las entradas anteriores de la serie, que se fijó en la versión 2.5D como Assassin's Creed II: Discovery.

## Trama
Es el año 1526 y Shao Jun regresa a China para tomar venganza por la muerte de sus hermanos. Junto a Wang Yangming, el nuevo líder de los asesinos, planean dar caza a los tigres y liberar a China del control de los templarios.
Para ello, Shao Jun se hace capturar por los templarios siendo enviada a las grutas de Maijishan (antiguo hogar de los asesinos, que ahora es utilizada por los templarios, bajo la dirección de Gao Feng, como prisión) para que sea interrogada sobre una extraña caja que poseía en el momento de su captura. Allí, ella escapa recuperando sus cosas, y vas tras Gao Feng matándole.  
Después de matar a Gao Feng, Shao Jun huye de Maijishan, llegándose a encontrar con Wang Yangming. Este le dice que Ma Yongcheng está muerto, Shao Jun le pregunta quién es el siguiente a lo que Wang Yangming le dice que tenga paciencia y que de todas formas los templarios caeran.
Luego se dirigen a Macao donde se refugia Yu Dayong, uno de los tigres que se dedica al comercio de esclavos en la ciudad y que posee la caja. Shao Yung va tra el, se infiltra en su palacio y lo mata, recuperando así la caja.
Huye del palacio. Sin embargo, Qiu Ju descubre el cadáver de Yu Dayong y ordena la destrucción de Macao como represalia por lo sucedido. Shao Jun escapa de Macao y se va por los otros tigres, pero, ella se considera responsable por la destrucción de Macao a lo que su maestro le dice que ella no tiene la culpa sino Qiu Ju, quien tiene fama de ser sanguinario y cruel.
Ahora se dirigen a Nan an donde se esconde Wei Bin, mano derecha de Zhang Yong y quien lideró la masacre de los asesinos. Shao va por La serpiente mientras que Wang se reunirá con alguien para saber lo que realmente es la caja.